# Барнард 68
Барнард 68 (англ. Barnard 68) — молекулярное облако, тёмная туманность или глобула Бока в созвездии Змееносца. Расположена в нашей галактике на расстоянии 500 световых лет от Солнца, при этом на луче зрения между нами и туманностью не располагается ни одна звезда. Американский астроном Эдвард Эмерсон Барнард добавил этот объект в свой каталог тёмных туманностей в 1919 году. Каталог был опубликован в 1927 году, в тот момент он содержал 350 объектов. Поскольку туманность непрозрачная, то внутренняя её часть очень холодная, температура составляет около 16 K (−257 °C). Масса туманности примерно вдвое превышает массу Солнца, размер оценивается в половину светового года.

## Характеристики
Несмотря на непрозрачность в видимом диапазоне, при помощи VLT в Серро-Параналь было обнаружено около 3700 звёзд, чей свет перекрывался туманностью, около 1000 из которых наблюдались в инфракрасном диапазоне. Точные измерения степени поглощения света туманностью позволили получить подробную карту распределения пыли в облаке. Наблюдения на телескопе космической обсерватории Гершель помогли установить распределение пылевой компоненты и её температуры. Если газовое облако не разрушается внешними силами, то устойчивость облака обеспечивается точным балансом давления вследствие тепловых свойств облака и сил притяжения, создаваемых частицами (см. джинсовская неустойчивость и Масса Боннора — Эберта). В результате облако колеблется около состояния равновесия подобно шарику с жидкостью, по которому щёлкнули. Для того, чтобы из облака сформировалась звезда, нужно, чтобы гравитация превышала силу газового давления длительное время, при этом будет возможен коллапс облака и достижение необходимых температуры и давления для термоядерного синтеза. На такой стадии существенно меньший размер оболочки звезды свидетельствует о новом равновесии между увеличившейся силой притяжения и воздействием давления излучения.
Барнард 68 обладает чётко различимыми краями, другие особенности также указывают на возможное начало коллапса, а спустя примерно 200 тысяч лет возможно формирование звезды